# João de Souza Mendes
João de Souza Mendes (ur. 23 czerwca 1892 w Angra do Heroísmo, zm. 10 lipca 1969 w Rio de Janeiro) – brazylijski szachista, z zawodu lekarz.

## Kariera szachowa
Urodził się w Portugalii. Do Brazylii przeprowadził się wraz z rodziną w wieku dziecięcym, wkrótce otrzymując brazylijskie obywatelstwo. Jest rekordzistą pod względem liczby startów w meczach lub finałach indywidualnych mistrzostw Brazylii, w których uczestniczył 24 razy (w latach 1927–1967), łącznie zdobywając 11 medali: 7 złotych (1927, 1928, 1929, 1930, 1943, 1954, 1958), 3 srebrne (1934, 1953, 1965) oraz brązowy (1947). Dwukrotnie (Buenos Aires 1939, Helsinki 1952) reprezentował narodowe barwy na szachowych olimpiadach, był również uczestnikiem nieoficjalnej olimpiady w Monachium w 1936 roku.
Wielokrotnie startował w turniejach międzynarodowych, sukcesy odnosząc m.in. w Mar del Placie (1928, 3. mistrzostwa Ameryki Południowej – III m. za Roberto Grauem i Luisem Palau), Rio de Janeiro (1952 – VII m.) oraz Atlántidzie (1960 – II m. za Héctorem Rossetto). Trzykrotnie uczestniczył w turniejach strefowych (eliminacji mistrzostw świata), w latach 1951, 1954 oraz 1966, nie odnosząc jednak sukcesów.
Według retrospektywnego systemu Chessmetrics, najwyżej sklasyfikowany był w maju 1946 r., zajmował wówczas 102. miejsce na świecie.